# Lamprospiza melanoleuca
La tangara piquirroja (Lamprospiza melanoleuca), también denominada frutero de pico rojo pálido o tangara pintada de pico rojo (en Perú), es una especie de ave paseriforme de la familia Mitrospingidae (anteriormente situada en Thraupidae), la única del género monotípico Lamprospiza. Es nativa del sur de la cuenca amazónica y del escudo guayanés en América del Sur.

## Distribución y hábitat
Se distribuye por las tierras bajas del este y sureste de Perú (del sur de Loreto hacia el sur hasta Madre de Dios y norte de Puno) y norte de Bolivia (Beni) hacia el este a través del centro y este de Brasil (noroeste de Mato Grosso, este de Amazonas y Pará) hasta Guyana, Surinam y Guayana francesa.
Esta especie es considerada de poco común a bastante común en su hábitat natural, el dosel y los bordes de selvas húmedas de terra firme hasta los 900 m de altitud.

## Descripción
Mide 17 cm de longitud y pesa 34 g. Su pico es rojo.Presenta el dorso, la cabeza y la garganta negros, que contrastan con le vientre blanco. El pecho tiene una mancha blanca en el centro entre dos franjas negras. La hembra se distingue porque tiene la nuca gris brillante.

## Alimentación
Se alimenta principalmente de frutos y también de insectos. Generalmente es visto buscando alimento en grupos de tres a seis individuos integrados en bandas mixtas con otras especies.

## Sistemática

### Descripción original
La especie L. melanoleuca fue descrita por primera vez por el naturalista francés Louis Pierre Vieillot en 1817 bajo el nombre científico Saltator melanoleucus; la localidad tipo es: «Guayana francesa».
El género Lamprospiza fue propuesto por el ornitólogo alemán Jean Cabanis en 1847.

### Etimología
El nombre genérico femenino Lamprospiza es una combinación de las palabras del griego «lampros»: ‘brillante’, y «σπιζα spiza» que es el nombre común del pinzón vulgar, vocablo comúnmente utilizado en ornitología cuando se crea un nombre de un ave que es parecida a un pinzón; y el nombre de la especie «melanoleuca» se compone de las palabras del griego «melas»: ‘negro’ y «leukos»: ‘blanco’.

### Taxonomía
Datos genético-moleculares anteriores no encontraron soporte para la inclusión del presente género en Thraupidae, lo que fue posteriormente confirmado por Barker et al. (2013) (2015) que encontraron que formaba un grupo monofilético junto a Mitrospingus y Orthogonys y propusieron su inclusión en una nueva familia Mitrospingidae, lo que dejaría a las familias relacionadas monofiléticas. El cambio taxonómico fue aprobado por la American Ornithological Society y ya incorporado por las principales clasificaciones, como el Congreso Ornitológico Internacional (IOC), Clements checklist v.2018, Aves del Mundo (HBW), y el Comité Brasileño de Registros Ornitológicos (CBRO). La Propuesta N° 802 al Comité de Clasificación de Sudamérica relativa a los cambios descritos  fue aprobada.
Es monotípica.